# 亞爾附近的吊橋
《亞爾附近的吊橋》（英語：Langlois Bridge at Arles）是荷蘭畫家文森特·梵谷於1888年在法國南部亞爾創作的一系列作品主題，包含四幅油畫、一幅水彩及四幅素描。該系列作品結合了嚴謹的造型技巧與鮮明的藝術表現，梵谷運用他在海牙製作的透視框工具，精確描繪透视中的線條與角度。
梵谷深受日本藝術及浮世繪的影響，作品中色彩被簡化以營造和諧統一的畫面感。他善用藍色與黃色等強烈對比色，賦予畫面鮮明的活力，並透過厚塗法表現光線的反射效果。畫中描繪的為一座開啟式運河橋樑，讓他聯想到荷蘭的家鄉景致。梵谷曾請其兄弟西奧·梵谷為其中一幅作品裝框，並寄往荷蘭的畫商。現今被重建的朗格魯瓦橋已改名為「梵谷橋」。

## 背景

### 亞爾
梵谷創作「亞爾附近的吊橋」系列時年僅35歲，當時居住在法國南部的亞爾，正處於其藝術生涯的巔峰期。此階段他創作了多件經典之作，包括《向日葵》、《麥田》等農舍景致，以及描繪亞爾、尼姆與亞維農地區生活風貌的作品。 在不到15個月的時間內，他完成約100幅素描與超過200幅油畫，並撰寫超過200封書信。
亞爾鄉間的運河、釣橋、風車、茅草屋以及廣闊的田野景致，使梵谷回想起在荷蘭的家鄉生活。亞爾為他帶來長久渴望的寧靜與明媚陽光，並提供了以更鮮明色彩、強烈對比和多變筆觸創作的理想條件。同時，他也回歸了荷蘭受訓時的藝術基礎，尤其在素描中大量採用蘆葦筆。

### 朗格魯瓦橋

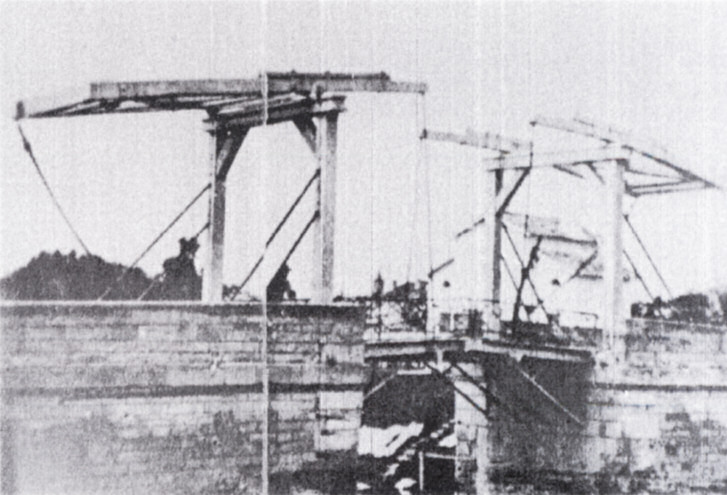
原始的朗格魯瓦橋，攝於1902年。1930年時被鋼筋混凝土橋取代。梵谷時代稱為Pont de Langlois（朗格魯瓦橋），以橋樑管理員姓氏命名。該橋現已遷移並更名為梵谷橋

朗格魯瓦橋是橫跨亞爾至布克港運河的一座橋樑。該雙樑式吊橋建於19世紀上半葉，目的是擴展運河網絡以連接地中海。當時為了調節水路與陸路交通，沿運河建有多座閘門與橋樑。位於亞爾市郊的首座橋樑正式名稱為「Pont de Réginel」，但因橋樑管理員的姓氏，通稱為「Pont de Langlois」。
1930年，原吊橋被鋼筋混凝土橋取代；1944年，德軍撤退時炸毀運河沿線除濱海福斯港口外的所有橋樑。福斯橋於1959年拆除，原計畫將其遷移至亞爾附近的吊橋舊址，但因結構因素未能成行，最終於距原址數公里的蒙卡爾德閘（Montcalde Lock）重新組裝。
根據梵谷致其兄西奧·梵谷的信件，他於1888年3月中旬開始描繪亞爾附近的吊橋旁洗衣婦女的習作，並於約1888年4月2日完成另一幅以該橋為主題的畫作。這幅作品為他「亞爾附近的吊橋」系列中的首幅作品。
藝術史學者黛博拉·席爾弗曼在《梵谷與高更：尋找神聖的藝術》（Van Gogh and Gauguin: The Search for Sacred Art）中評論該系列，指出：「梵谷對亞爾附近的吊橋的描繪，被視為融合懷舊情懷與日本主義暗示的精緻創作練習。」她認為，梵谷以「嚴謹且持續的態度」進行該橋繪畫與素描，細膩關注這座工藝結構的組成、功能及其各部件。
梵谷在亞爾時重新使用了他先前於海牙製作的透視框架。該裝置用於戶外觀察，幫助比較近處與遠處物體的比例關係，提升透視精準度。部分描繪朗格魯瓦橋的作品即借助此框架完成，深化了他對吊橋作為機械結構的探索。

### 日本主義
朗格魯瓦橋讓梵谷聯想到日本浮世繪畫家歌川廣重的版畫《大橋安宅驟雨》。受日本雕版印刷的啟發，梵谷嘗試將日本藝術技法融入自身創作。致埃米尔·贝尔纳的信中，他寫道：「即使日本人在本國藝術未見進展，無可置疑的是，他們的藝術在法國得以繼續發展。」帶有日本美學風格的朗格魯瓦橋畫作，體現了對色彩的簡化，以營造和諧統一的畫面。梵谷運用輪廓線暗示動態，減少色彩層次，偏好多樣細膩的色彩變化。朗格魯瓦橋激發他使用強烈的色塊，如黃與藍的對比，這些色彩選擇傳達了日本版畫中的光感，並融合了南法特有的光線質感。此手法使作品更具震撼力，同時展現鄉村生活的樸素原始質感。

## 構圖相似的三幅畫作
《亞爾的朗格盧瓦橋與洗衣婦女》（The Langlois Bridge at Arles with Women Washing）是梵谷最具代表性且廣受喜愛的作品之一，被視為其亞爾時期的首件傑作。畫中描繪了運河岸邊的日常生活場景：一輛小黃車正通過橋樑，而多位穿著罩衫、戴著色彩繽紛帽子的婦女在岸邊洗滌亞麻布。梵谷在此作品運用色彩理論及「同時對比法則」。草地以交替的紅橘色與綠色筆觸呈現，而橋樑、天空及河水則運用黃與藍的互補色。互補色的運用強化整體色彩效果，營造出生動且和諧的畫面統一感。
娜奧美·毛爾（Naomi Maurer）在《追求精神智慧：文森特·梵谷與保羅·高更的思想與藝術》（The Pursuit of Spiritual Wisdom: The Thought and Art of Vincent van Gogh and Paul Gauguin）一書中評論該畫的技術與藝術表現：
「在構圖上，橋樑及其倒影形成一個巨大的中央十字架，賦予畫布古典的對稱與平衡。此中心幾何框架被上方的天空帶與下方的河岸環繞呼應，並因丘陵與岸邊的起伏曲線、洗衣婦女周圍的圓形水波紋，以及右側柔軟略彎的草叢而呈現舒緩與活潑感。無論形式或色彩，《朗格魯瓦橋》展現了梵谷對自然的抽象化處理，回歸本質的色彩與形式元素，並創造出人類與自然和諧交織的整體。」
在《朗格魯瓦橋（亞爾）（水彩）》（The Langlois Bridge at Arles (watercolor)）中，梵谷以水彩細膩描繪橋樑細節，包括五金件、鐵支架、支撐架及鏈條滑輪。

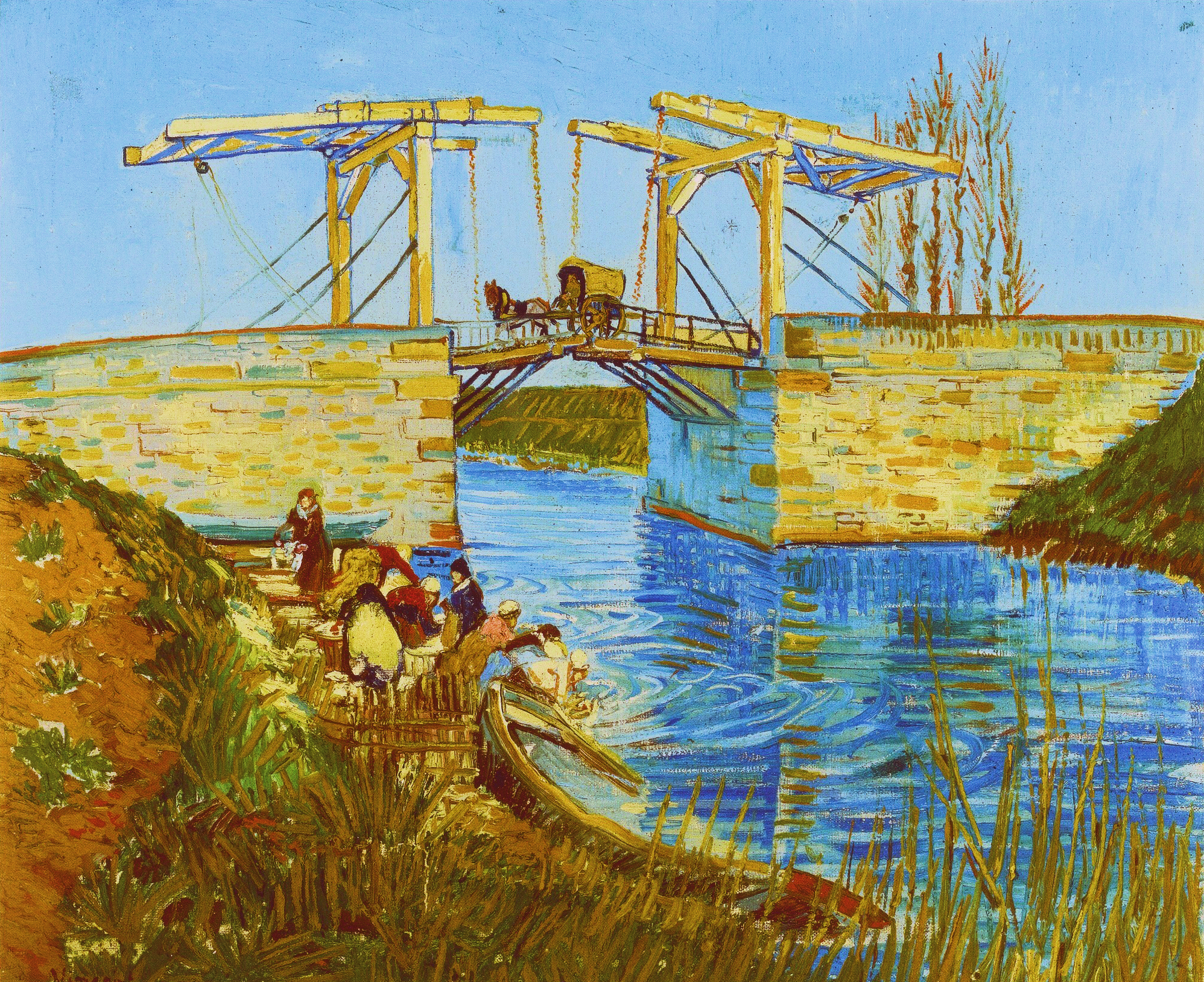
《朗格魯瓦橋與洗衣婦女》，1888年，克勒勒-米勒博物館典藏 (F397)
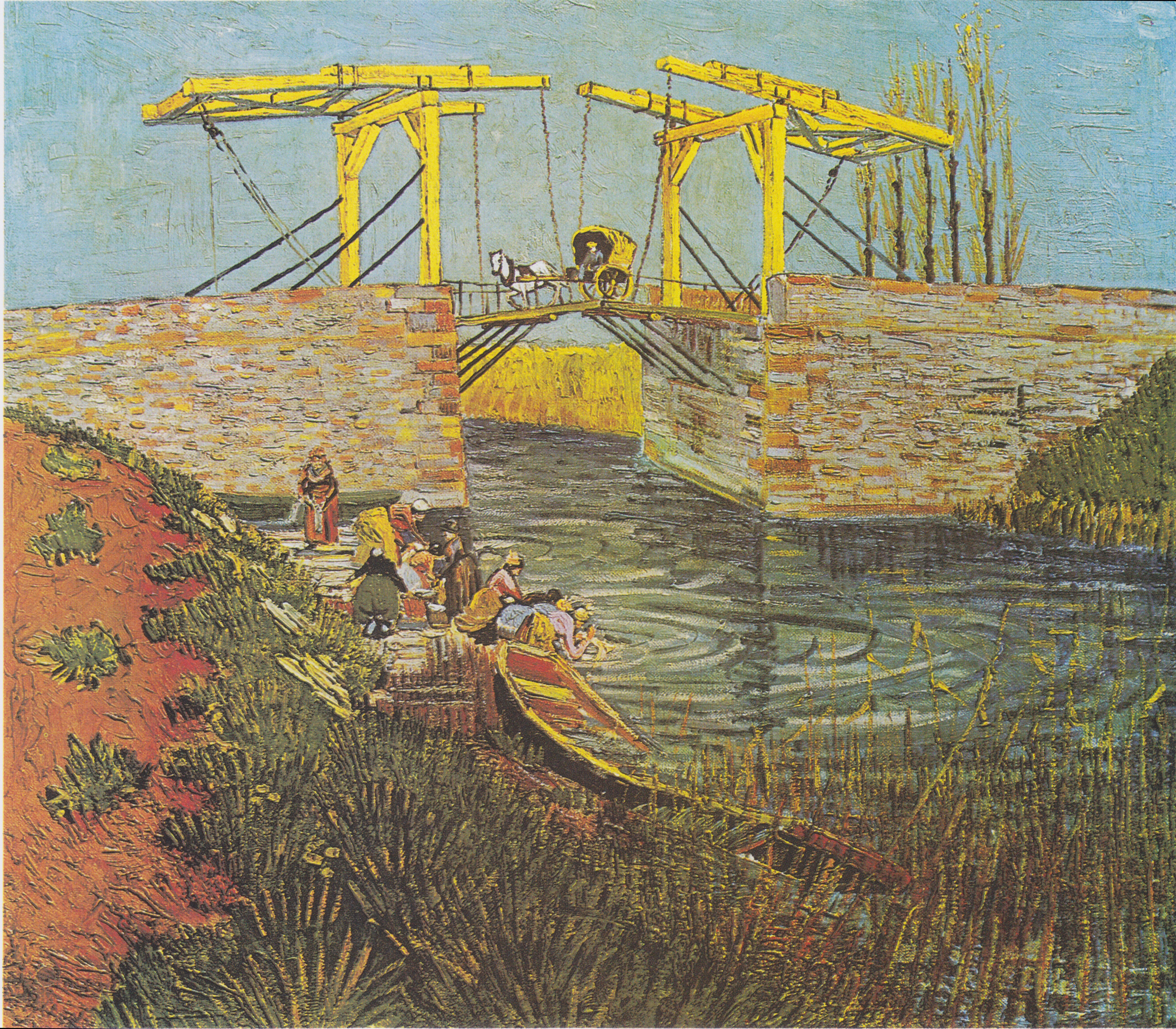
《朗格魯瓦橋（油畫）》，1888年，私藏 (F571)
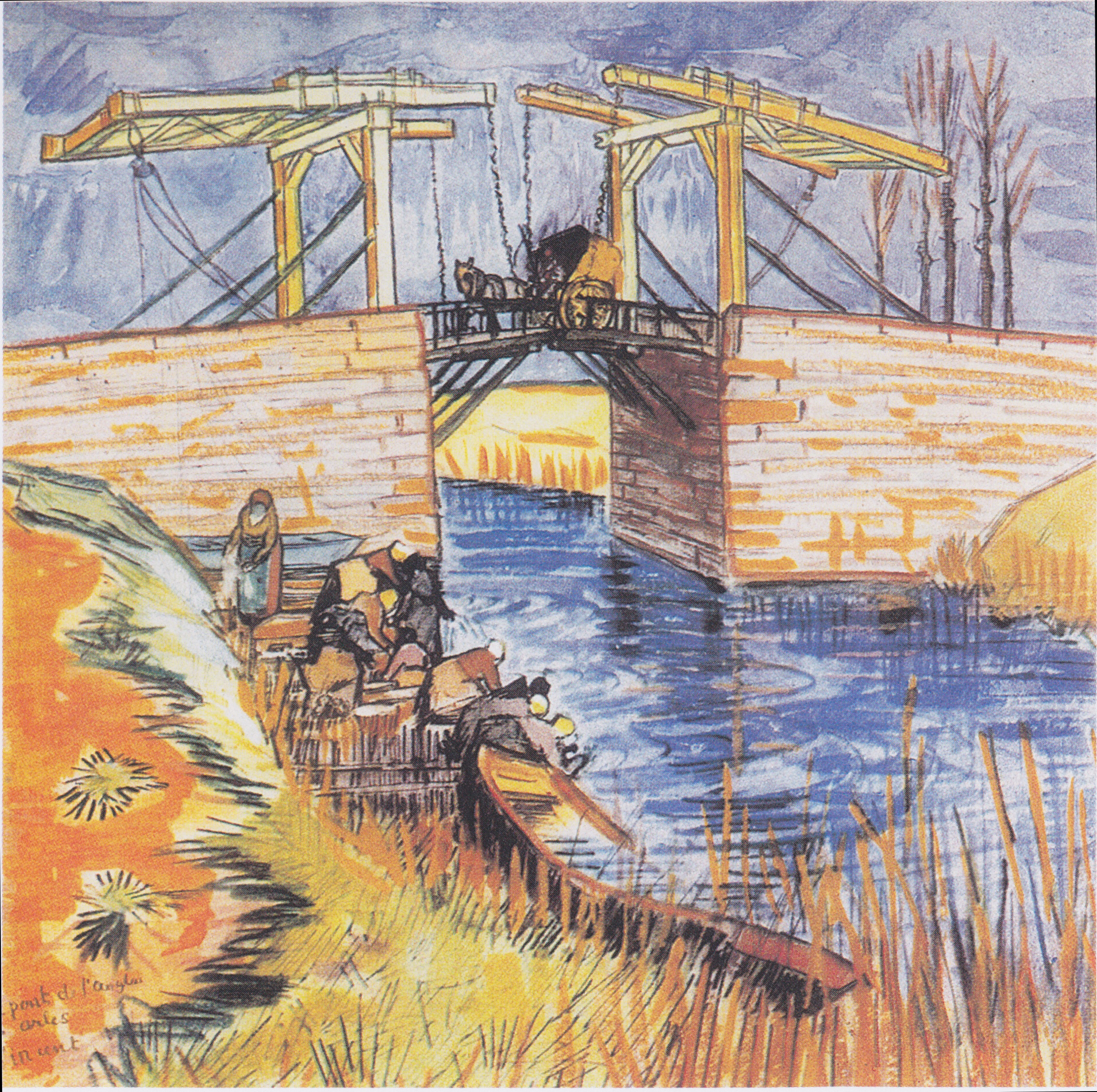
《朗格魯瓦橋（亞爾）（水彩）》，1888年，私藏 (F1480)

## 另外兩幅畫作

### 有道路與運河的亞爾朗洛橋
梵谷在創作《有道路與運河的亞爾朗洛橋》（The Langlois Bridge at Arles with Road alongside the Canal）時，根據題材與想要傳達的內容運用了不同的技法。前景中的草地與小徑以快速筆觸繪製，而橋梁部分則細緻描繪，石質橋墩與木製樑架輪廓清晰。吊橋用以支撐橋面的繩索清楚可見，並與木製結構相連。梵谷同時細心描繪了橋在水中的倒影，遠處還可見另一座吊橋。
梵谷形容此畫「有點有趣……我不會每天都創作的東西」。該場景使他想起故鄉的風光。他曾請兄長西奧將早期版本以藍色正面與金色側邊的畫框裝裱，並轉交給荷蘭藝術品商人赫爾馬努斯·特斯泰格）。特斯泰格在梵谷與西奧居於海牙時即與兩人相識，曾鼓勵梵谷的早期藝術興趣，但在梵谷與情婦西恩同居後，雙方關係惡化。
梵谷博物館認為此畫為三幅系列作品中的最後一幅，但席爾弗曼指出，實際上包含四幅油畫與一幅水彩畫，如本文所述。

### 亞爾朗洛橋
瓦爾拉夫-里夏茨博物館收藏的《亞爾朗洛橋》（The Langlois Bridge at Arles）描繪一名打傘女士在馬車剛過橋後穿越朗格魯瓦橋的情景。運河水面隱約映照著橋梁及天空中幾朵白雲。梵谷運用{厚塗法的筆觸和色彩，展現光線效果，如肉眼所見般自然。吊橋由兩側石製橋台支撐，中間為可升降的活動橋段，兩旁矗立著高聳的柏樹與一棟白色建築。

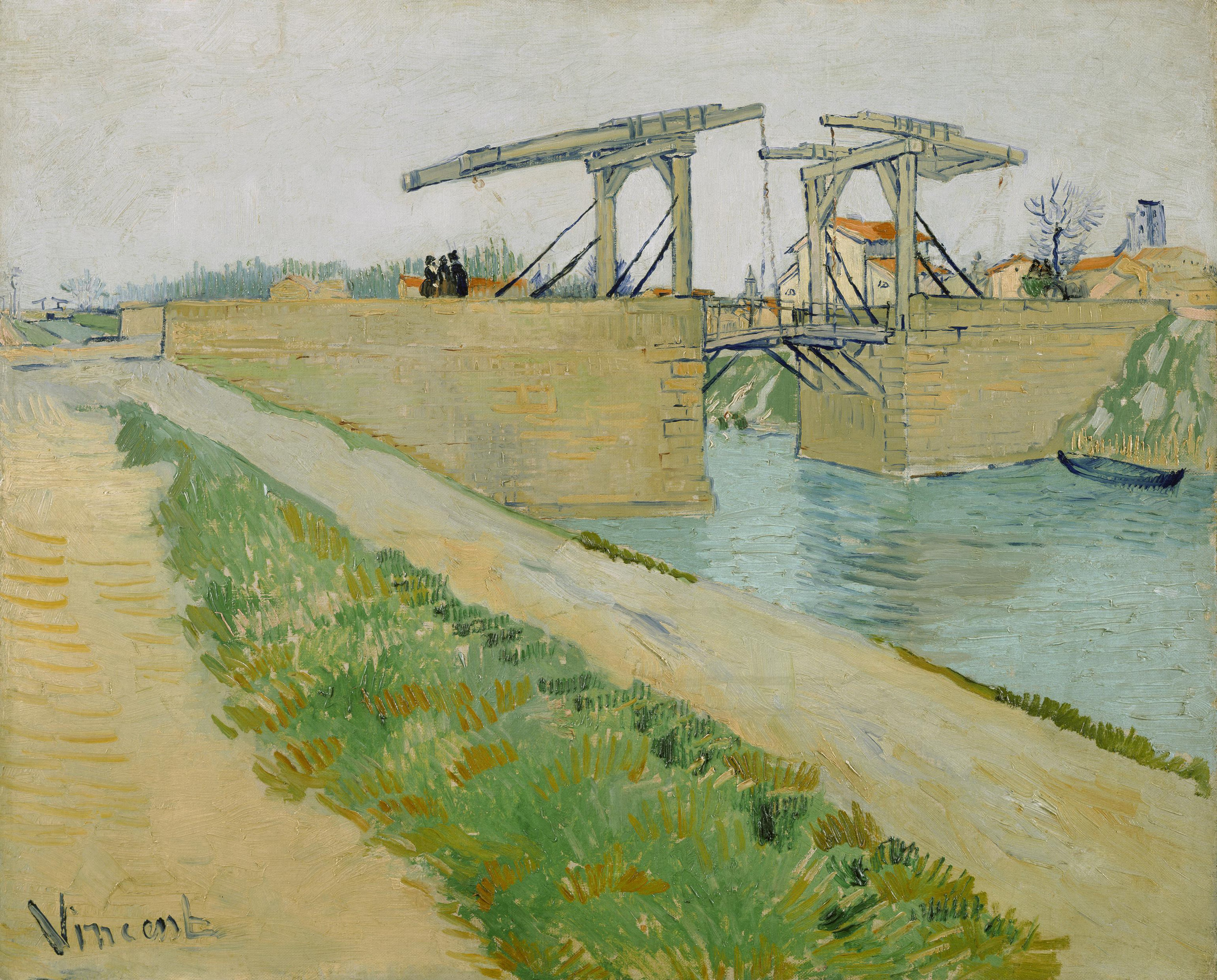
《有道路與運河的亞爾朗洛橋》，1888年，梵谷博物館典藏（F400）
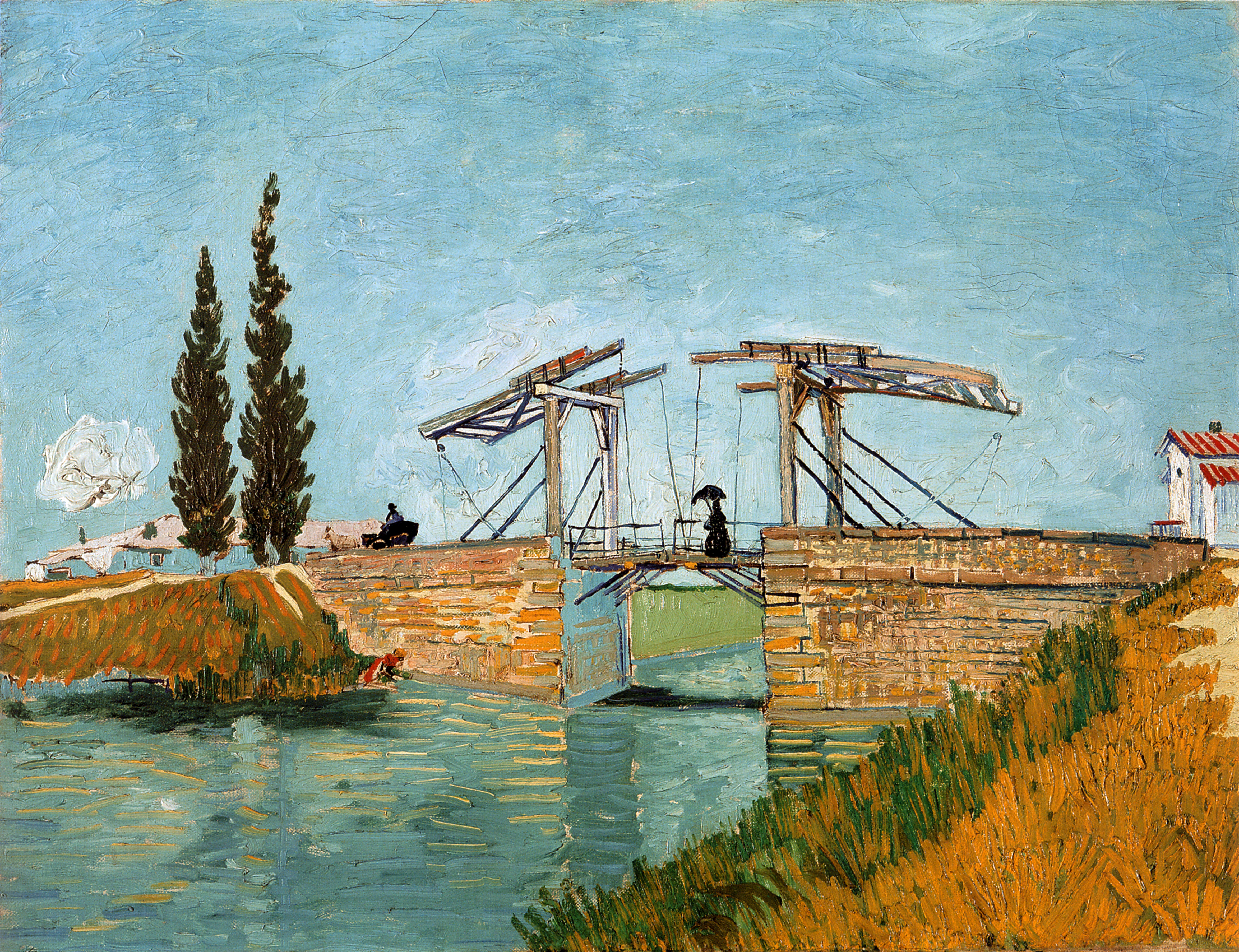
《亞爾朗洛橋》，1888年，瓦爾拉夫-里夏茨博物館典藏（F570）

## 素描
梵谷抵達亞爾後不久，即請其兄長寄來亞爾芒·卡薩涅所著的《繪畫字母表指南》（Guide to the Alphabet of Drawing）。此舉反映出他有意重新回歸繪畫基礎訓練，並在描繪朗格魯瓦橋時，運用透視框輔助作畫。
1888年3月18日，他致友人埃米爾·貝爾納的信中，附上一幅描繪吊橋的速寫（下圖JH 1370），並標示出他考慮採用的配色方案，顯示其以素描與速寫作為繪畫前期準備的習慣。信中他描述亞爾「將吊橋奇特的剪影投射在巨大的黃色太陽前」。

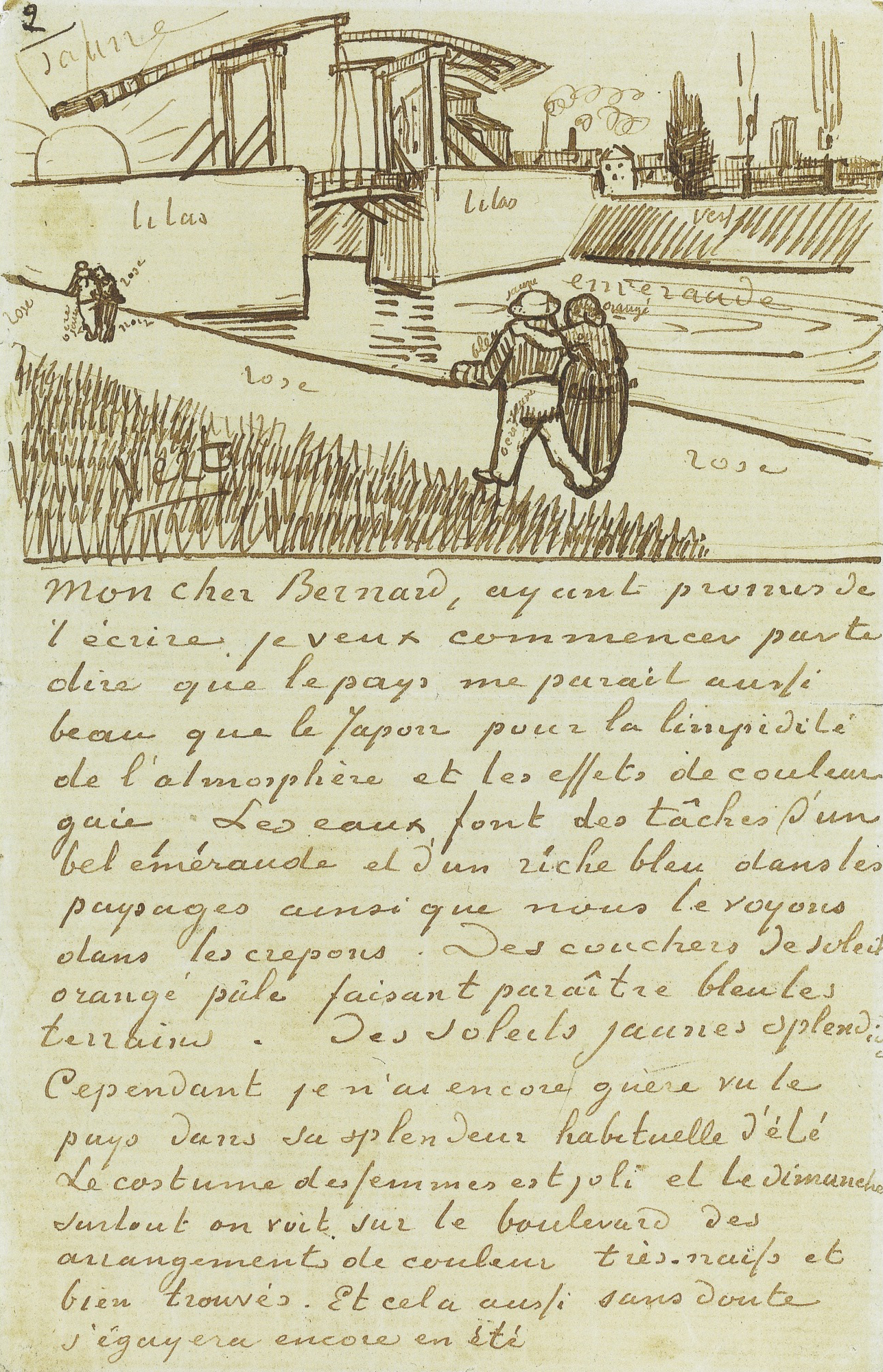
《亞爾附近的朗格魯瓦橋》（致埃米爾·貝爾納的信中速寫），1888年3月，摩根圖書館與博物館典藏（JH 1370）
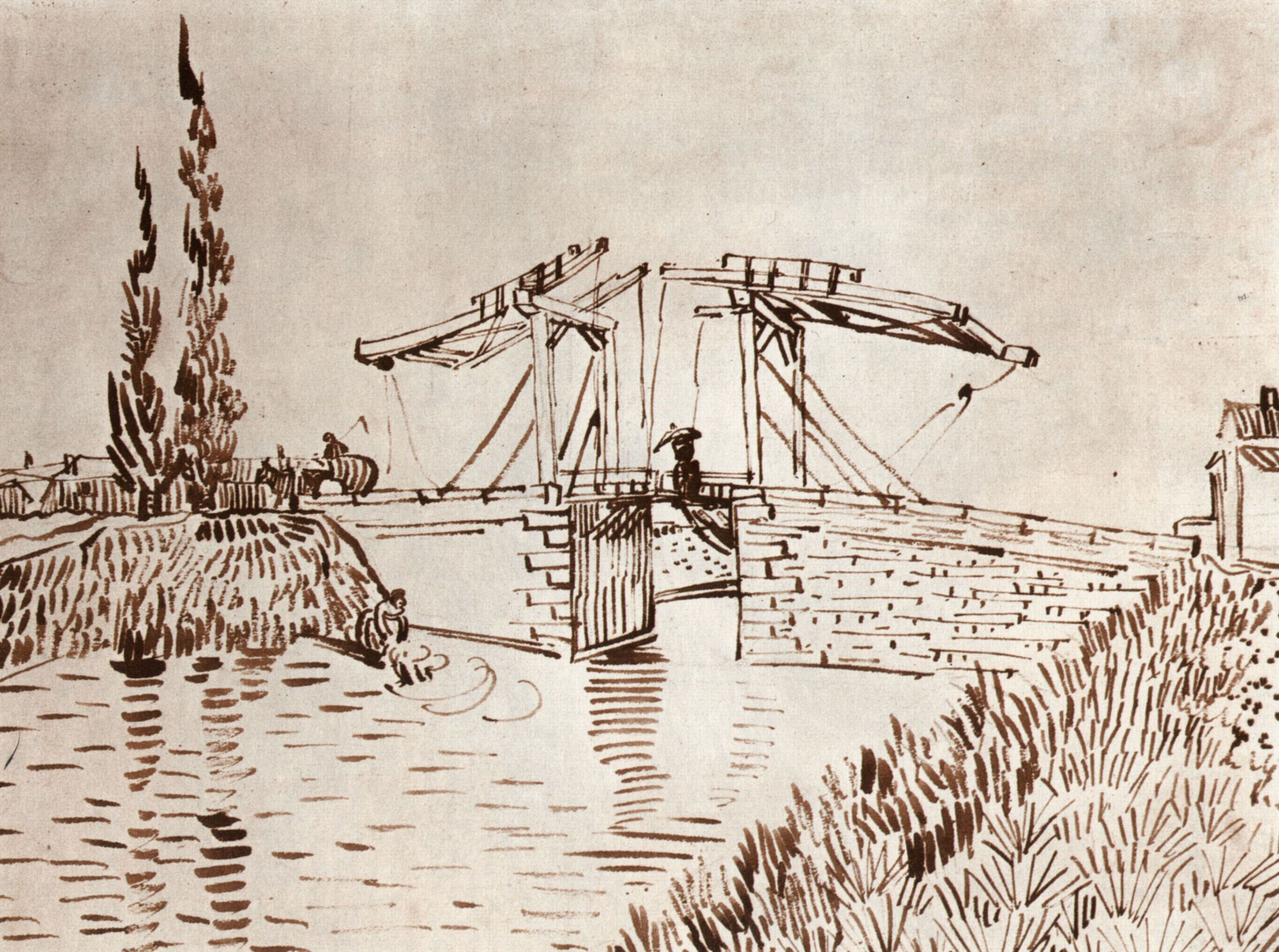
《持陽傘女子與吊橋》，鋼筆墨水，23.5 × 31 公分，1888年，洛杉磯郡立藝術博物館典藏（F1471）
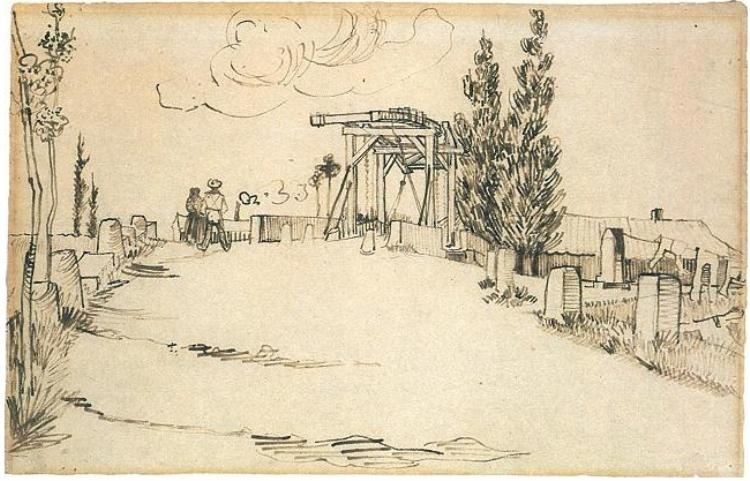
《朗格魯瓦橋，亞爾》，鋼筆墨水，35.5 × 47 公分，1888年5月，斯圖加特國家美術館典藏（F1470）
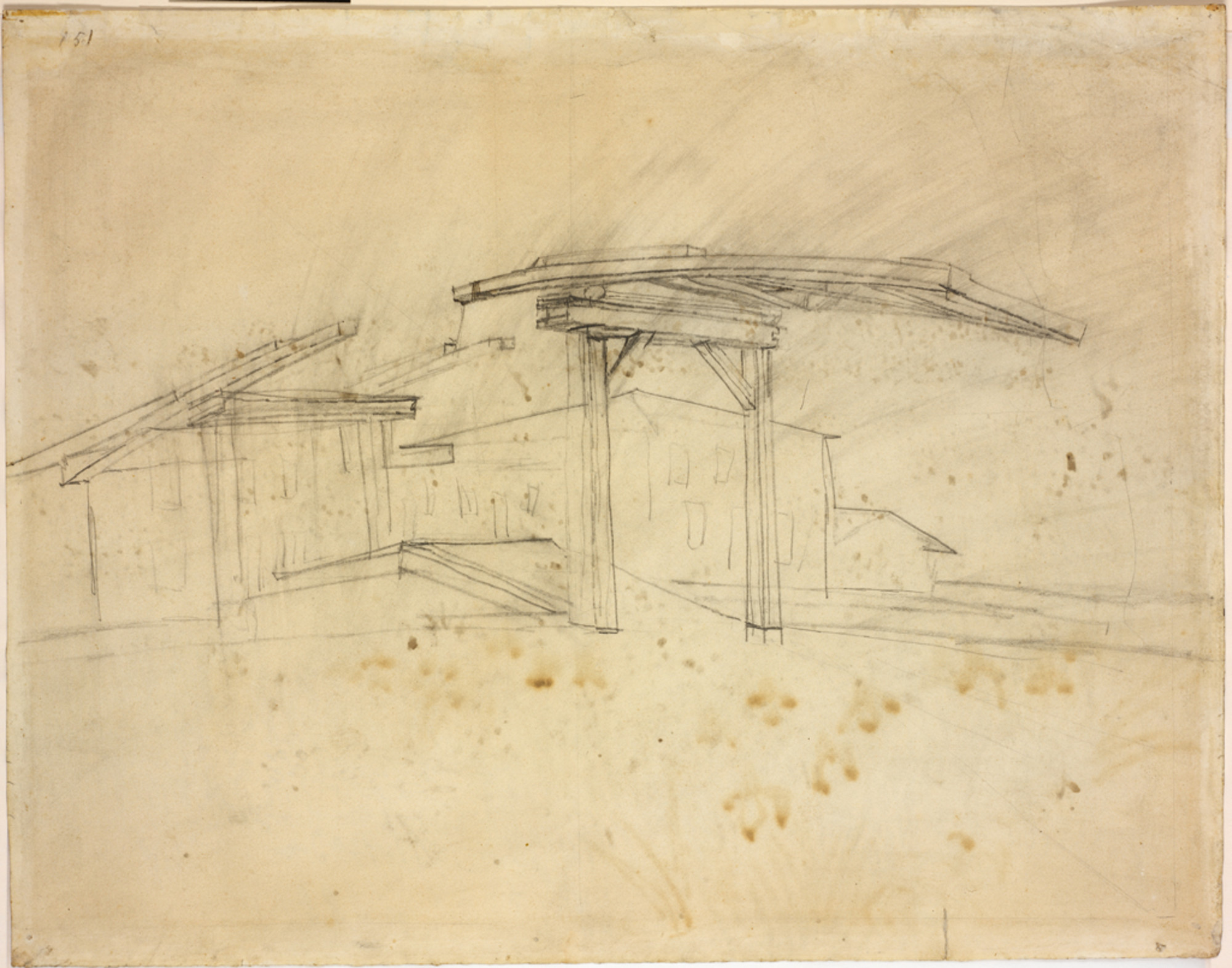
《亞爾的吊橋》，蠟筆，1888年，羅德島設計學院博物館（英语：Rhode Island School of Design Museum）典藏（F1416）

## 在其他媒體中的出現
亞瑟·克拉克在其小說《2001太空漫遊》中提及《亞爾附近的吊橋》。書中角色大衛·鮑曼穿越星門後，觀察一間「優雅且無名的酒店套房」的起居室時，注意到這幅畫（與安德魯·魏斯的《克里斯蒂娜的世界》一同出現）。該畫作未出現在電影版本中。
阿根廷音樂家路易斯·亞爾貝托·斯皮內塔在其名曲〈Cantata de puentes amarillos〉（西班牙語意為「康塔塔·黃色橋之歌」）中引用了這幅畫。斯皮內塔透過閱讀安托南·阿尔托的散文《梵谷——那個被社會自殺的人》（Van Gogh, The Man Suicided）而接觸到梵谷致弟弟西奧的書信。該曲是他1973年專輯《Artaud》的核心作品，專輯以詩人亞爾托命名，被廣泛認為是阿根廷搖滾史上最重要的唱片之一。
該畫亦出現在真人實境節目《极速前进》第30季中，作為繞道挑戰（detour）的一部分。參賽隊伍需尋找這幅實際上是精心設計的滑動拼圖作品，並依指定順序滑動畫作元素，以解鎖畫架並取得其中的線索。
《亞爾的朗格盧瓦橋與洗衣婦女》也是黑澤明電影《夢》中無名夢者造訪的眾多梵谷畫作之一。在該片中，马丁·斯科塞斯飾演的梵谷剛跨過此橋，準備在麥田中作畫。

## 書目
- Arfin, F (2005). Adventure Guide to Provence & the Cote D'azur. Edison, NJ: Hunter Publishing. ISBN 1-58843-505-9.
- Cowley, Robert L. S. (2014). "Van Gogh's Fascination with the Bridge at Arles," Blue Flag (Journal of the DBA - 駁船協會（英语：The Barge Association）), 108 (October 2014), pp 18-22.
- Fell, D (2005) [2004]. Van Gogh's Women: Vincent's Love Affairs and Journey Into Madness. New York: Carroll & Graf Publishers. ISBN 0-7867-1655-X.
- Hulsker, Jan (1986), The complete Van Gogh, Outlet, p. 308, ISBN 0-8109-1701-7.
- Mancoff, D (2008). Van Gogh's Flowers. London: Frances Lincoln Limited. ISBN 978-0-7112-2908-2.
- Maurer, N (1999) [1998]. The Pursuit of Spiritual Wisdom: The Thought and Art of Vincent van Gogh and Paul Gauguin. Cranbury: Associated *University Presses. ISBN 0-8386-3749-3.
- Morton, M; Schmunk, P (2000). The Arts Entwined: Music and Painting in the Nineteenth Century. New York: Garland Publishing. ISBN 0-8153-3156-8.
- Naifeh, Steven; Smith, Gregory White (2011). Van Gogh: The Life. Profile Books: ISBN 978-1-84668-010-6.
- Perkowitz, S (1996). Empire of Light: A History of Discovery in Science and Art. Washington, D.C.: Joseph Henry Press. ISBN 0-309-06556-9.
- Shoham, S (2002). Art, crime, and madness: Gesualdo, Caravaggio, Genet, Van Gogh, Artaud. Brighton, England: Sussex Academic Press. ISBN 1-903900-05-0.
- Silverman, D (2000). Van Gogh and Gauguin: The Search for Sacred Art. New York: Farrar, Straus and Giroux. ISBN 0-374-28243-9.

## 外部連結
- The Langlois Bridge on Google Art Project
- Pont Van Gogh, Arles Office de Tourisme (English)

43°39′25″N 4°37′16″E / 43.656947°N 4.621028°E